# Fernand Dussert
Fernand Dussert, né le 4 août 1904 à Arleuf (Nièvre) et mort le 29 décembre 1975 à Arleuf (Nièvre), est un homme politique français.

## Biographie
Issu d'une modeste famille de la Nièvre, Fernand Dussert abandonne rapidement les études pour rejoindre la boucherie-charcuterie paternelle créé en 1903. Succédant à son père en 1947, il transforme le commerce familial en une entreprise industrielle de salaisons, dont la prospérité est assurée par quelques produits renommés. Dans le même temps, il commence à s'intéresser à la politique. En 1950, il s'inscrit à l'UDSR. Elu maire de sa commune le 10 mai 1953, il s'attache au développement de celle-ci afin d'en stabiliser la population. Devenu vice-président du bureau départemental de l'UDSR, il se présente sous cette étiquette aux élections cantonales d'avril 1958 mais n'est pas élu. Malgré cet échec, il continue de consacrer sa vie à sa région. A soixante-sept ans, il devient membre en 1971 de la Commission de développement économique régional. Il dirige également le syndicat d'électrification du Haut Morvan. Alors qu'il présidait depuis 1969 la Convention des institutions républicaines de la Nièvre, il est élu en 1974 vice-président de l'Union départementale des élus socialistes et républicains. Peu après, François Mitterrand, dont il est très proche, le charge d'organiser sa campagne dans la Nièvre à l'occasion de l'élection présidentielle.
Aux élections sénatoriales du 22 septembre 1974, le sénateur Jean Lhospied choisit de ne pas se représenter. C'est donc tout naturellement que Fernand Dussert, qui était son suppléant depuis 1967, lui succède. Au Sénat, il siège au sein du groupe socialiste et est nommé membre de la commission des affaires sociales. La maladie ne lui laisse cependant pas le temps d'exercer son mandat et l'emporte le 29 décembre 1975. Il était chevalier du mérite agricole et des palmes académiques.

## Détail des fonctions et des mandats
Mandat local
- 10 mai 1953 - ?? : Maire d'Arleuf

Mandat parlementaire
- 22 septembre 1974 - 29 décembre 1975 : Sénateur de la Nièvre